# Klaudiusz Franciszek Gagnières des Granges
Klaudiusz Franciszek Gagnières des Granges SJ, (fra.) Claude-François Gagnières des Granges (ur. 23 maja 1722 r. w Chambéry, zm. 2 września 1792 r. w Paryżu) – błogosławiony Kościoła katolickiego, męczennik, ofiara prześladowań antykatolickich okresu francuskiej rewolucji.
Do Towarzystwa Jezusowego wstąpił w 1744 r. Po przyjęciu w Paryżu (1753 r.) święceń kapłańskich podjął działalność dydaktyczną. Nieznane są jego losy po kasacie zakonu, natomiast pozostaje faktem, że od ok. 1787 r.  przebywał w hospicjum domu dla księży w Issy. Tamże, 15 sierpnia 1792 r. został aresztowany za odmowę złożenia przysięgi na cywilną konstytucję kleru, wraz z dwoma innymi jezuitami:  Klaudiuszem Cayx i Franciszkiem Vareilhe-Duteil.
Był jedną z ofiar tak zwanych masakr wrześniowych, w których zginęło 300 duchownych i jednym z 23 zamordowanych jezuitów wśród 191 beatyfikowanych (z czego 14 zginęło w klasztorze karmelitów 2 września 1792 r.).
Dzienna rocznica śmierci jest dniem kiedy wspominany jest w Kościele katolickim, zaś jezuici wspominają go także 19 stycznia.
Klaudiusz Franciszek Gagnières des Granges znalazł się w grupie 191 męczenników z Paryża beatyfikowanych przez papieża Piusa XI 17 października 1926 r.